# Новоивановская
Новоивановская — станица в Новопокровском районе Краснодарского края.
Административный центр Новоивановского сельского поселения.

## География
Станица расположена на берегах балки Водяная (приток Еи), в степной зоне, в 28 км северо-западнее районного центра — станицы Новопокровская.
Ближайшая железнодорожная станция Ровное — в посёлке Кубанском в 33 км к югу на железнодорожной линии Сальск—Тихорецк. С железнодорожной станцией и автодорогой федерального значения, проходящей рядом с железнодорожной линией, Новоивановская связана автодорогой краевого значения.

### Улицы
| - пер. Светлый, - пер. Тыщенко, - пер. Хлебниковой, - пер. Школьный, - пер. Гагарина, - пер. Задорожнего, - ул. Комсомольская, | - ул. Красная, - пер. Кривошеева, - ул. Набережная, - ул. Пионерская, - ул. Полевая, - ул. Степная, - ул. Школьная. |

## История
Хутор Новоивановский основан в 1891 году, в 1912 году преобразован в станицу.

## Население
| 2002 | 2010  |
| ---- | ----- |
| 1860 | ↘1654 |